# ISO/IEC 12207

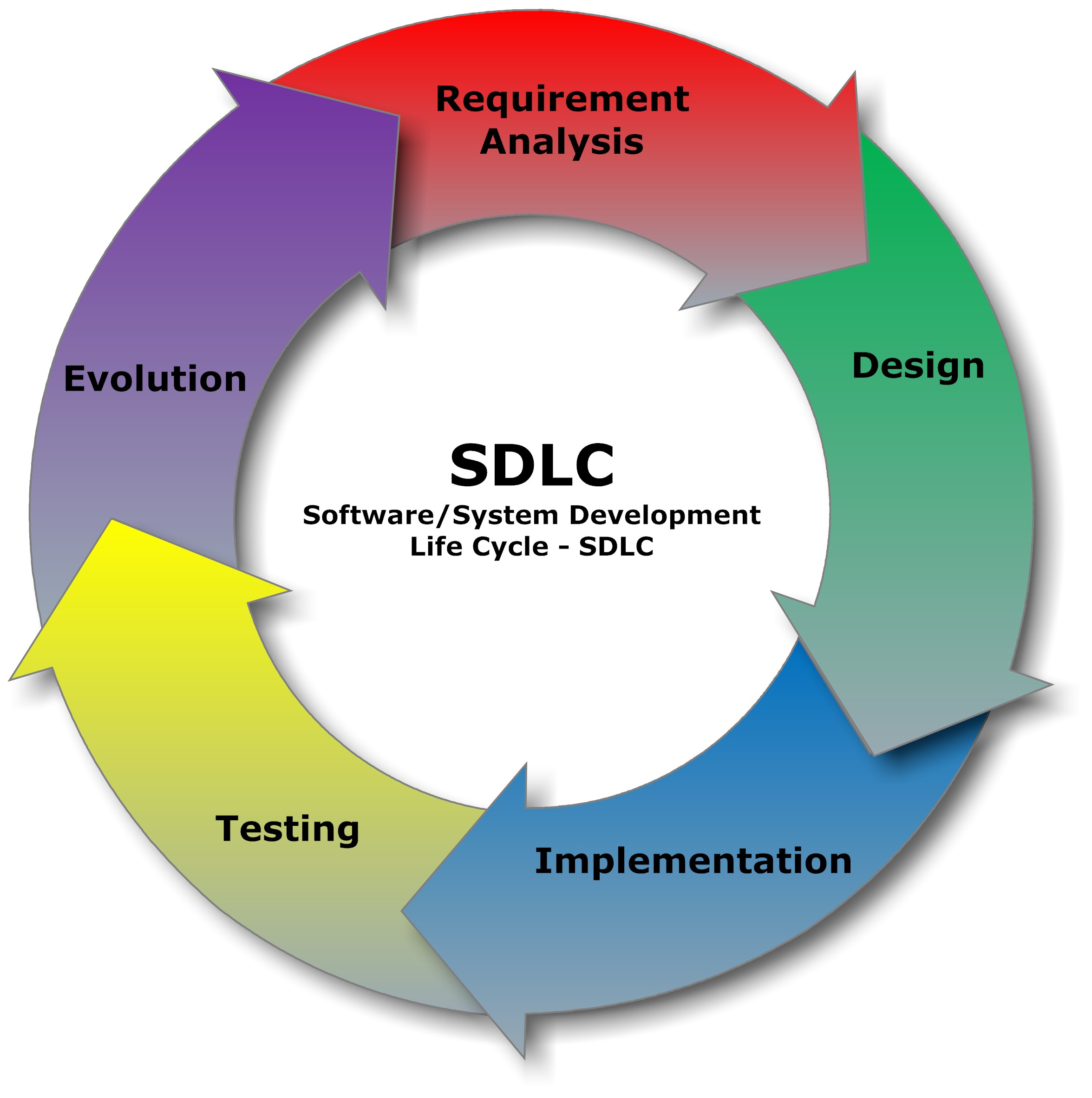

ISO 12207은 ISO에서 정한 표준 소프트웨어 라이프 사이클(생명주기, SDLC, Software Development Lifecycle) 프로세스이다. 이 표준에는 소프트웨어 개발과 유지보수에 필요한 각종 작업 단계들을 정의해두었다.
ISO 12207 표준은 시스템(소프트웨어) 서비스를 수행하기 위한 절차, 활동, 획득, 설정에 대한 소프트웨어 개발 생명주기 단계별로 필요한 프로세스와 각 프로세스에서 나오는 산출물을 포함하고 있다. 표준에는 23개의 프로세스, 95개의 활동, 224개의 산출물이 정의되어 있다.

## 같이 보기
- 소프트웨어 개발 프로세스
- 소프트웨어 배포 생명 주기
- ISO/IEC 15504
- 통합 모델링 언어